# The Make-Up
The Make-Up var ett postpunkband som bildades 1995 i Washington DC, USA av tre medlemmar från bandet Nation of Ulysses och Cupid Car Club: Ian Svenonius, James Canty och Steve Gamboa. Den fjärde, och sista medlemmen Michelle Mae, kom till efter att ha spelat i bandet The Frumpies.
Genom att kombinera garage rock och soul med sina egna åsikter har de skapat en ny genren inom musiken som de kallar Gospel Yeh-Yeh.
Bandet är inte längre aktivt och slutade år 2000. 2006 kom dock en liveskiva ut, Untouchable Sounds, som släpptes på Sea Note. Svenonius och Mae är idag medlemmar i bandet Weird War, och Svenonius har även släppt ett soloalbum under pseudonymen David Candy. James Canty är med i bandet French Toast.

## Bandmedlemmar
- Ian Svenonius – sång (1995–2000, 2012–2013, 2017)
- James Canty – gitarr (1995–2000, 2012–2013, 2017)
- Michelle Mae – basgitarr, sång (1995–2000, 2012–2013, 2017)
- Steve Gamboa – trummor ((1995–2000)
- Alex Minoff – gitarr (1999–2000)
- Mark Cisneros – trummor (2012–2013, 2017)

## Diskografi

### Album

#### Livealbum
- 1996 – Destination: Love LIVE! at Cold Rice
- 1997 – Make Up After Dark
- 2006 – Untouchable Sound

#### Studioalbum
- 1997 – Sound Verite
- 1998 – In Mass Mind
- 1999 – Save Yourself

#### Samlingsalbum
- 1999 – I Want Some

### Singlar
- 1995 – "Blue is Beautiful"
- 1996 – "Substance Abuse"
- 1997 – "Free Arthur Lee"
- 1997 – "Wade in the Water"
- 1998 – "R U My Intended"

### Video
- 1998 – Blue Is Beautiful
- 2006 – In Film/On Video

### Annat
- 1995 – "Trans-Pleasant Express" / "Absence Of Rhythm" (delad 7" vinyl-singel med Meta-Matics)
- 1995 – Slant 6 / The Make*Up (delad 7" vinyl-EP med Slant 6)
- 1998 – Selector Dub Narcotic (div. artister, bidrag med låten "Someone Else's World")
- 1998 – "Pow! To The People" / "Krayola" (delad 7" vinyl-singel; The Make-Up / Lung-Leg)